# Los Mox
Los Mox!, également stylisé Los Mox!, est un groupe de punk hardcore chilien. Dans leur site officiel, ils affirment qu'en aucun cas ils ne sont punk ni assimilés, mais sont plutôt d'un style auto-dénommé « hueveo-core » dû à leurs textes grossiers.

## Biographie
Les débuts de Los Mox remontent à 1994, mais il faut attendre 1996 pour que le groupe fasse un concert à l'Universidad Católica. Depuis cette année-là jusqu'en 2000, ils jouaient pour un label indépendant appelé Anadie Records. Depuis cette date, ils sont sur BigSur Music, dont le propriétaire est Sony Music Chile.
En 2001, leur premier album studio, Japiagüer, canciones de borrachos (2000), est certifié disque de platine pour plus de 20 000 exemplaires vendus dans le pays. En novembre 2001, le groupe participe à l'un des festivals les plus importants d'Amérique latine, le Festival Rock al Parque, organisé à Bogotá, en Colombie. En décembre 2001 sort leur deuxième album et septième cassette intitulée Vino caliente, tomó y se fue, enregistré à l'Estudio del Sur, qui est peu après certifié disque d'or pour plus de 10 000 exemplaires vendus. Le premier single de l'album s'intitule Lo Cortés no quita lo caliente. Puis vient Ataque de caca, le deuxième single de l'album Vino caliente, tomó y se fue, avec un vidéoclip. 
En janvier 2003, le groupe se consacre à une tournée nationale en soutien à l'album, appelée le Copetour 2003, dans 24 villes chiliennes. Le troisième et dernier single, Gloria y Victoria, est diffusé sur les chaînes chiliennes Vía X, Wurlitzer et MTV, et à l'international comme au Pérou, en Équateur, au Mexique, en Argentine et en Bolivie. La chanson Gloria y Victoria devient même la bande originale du film local Paraíso B. En octobre 2006 sort leur quatrième album, Con Cover. En décembre 2009 sort l'album Habemus Sed. 
En 2014, ils célèbrent leur vingt ans d'existence avec la sortie d'un album, Habemus Sed, sur Internet.

## Membres

### Membres actuels
- Macuco - basse, voix
- Pablo - guitare, chœurs
- Andy - batterie

### Anciens membres
- Vetustes Readi - batterie
- Miguel - batterie
- Maximiliano Cueto - guitare, voix
- Patricio Rivera - batterie
- Sebastian Rojas - batterie
- Jose Ignacio Jaras - guitare

## Discographie
- 2000 : Japiagüer, canciones de borrachos
- 2001 : Vino caliente, tomó y se fue
- 2004 : Tres al hilo
- 2006 : Con cover
- 2014 : Habemus Sed